# Sanções contra a Eritreia
As sanções contra a Eritreia, que consistem principalmente num embargo de armas, foram postas em prática pelas Nações Unidas a partir de 2008.

## Histórico
Em 2008, o Conselho de Segurança das Nações Unidas, por meio da resolução 1862, pediu à Eritreia que reconhecesse seu conflito territorial com Djibouti e cessasse as atividades militares no país, sem resultados.
Em dezembro de 2009, o Conselho de Segurança das Nações Unidas, por meio da resolução 1907, reforçou suas sanções contra a Eritreia, implementando um embargo de armas e congelando seus ativos financeiros, para condenar seu apoio a grupos rebeldes armados na Somália (os islamistas do Al-Shabaab) e seu envolvimento em seu conflito territorial com o Djibouti.
Em dezembro de 2011, o Conselho de Segurança das Nações Unidas reforçou novamente as suas sanções contra a Eritreia, aumentando o número de organizações e personalidades afetadas pelo congelamento de ativos financeiros e proibições de circulação em países estrangeiros, com o objetivo de sancionar o seu apoio a ações terroristas na Etiópia.
Em novembro de 2016, as sanções foram novamente prorrogadas, em particular por causa da proibição de visto para investigadores da ONU, apesar dos protestos de vários países, incluindo a China. As sanções são novamente prorrogadas em 2017 pela resolução 2385.
Em 14 de novembro de 2018, o Conselho de Segurança da ONU vota por unanimidade pelo fim do embargo de armas e das sanções contra a Eritreia, na sequência do acordo de paz com a Etiópia assinado em julho de 2018. A resolução também apela à Eritreia e ao Djibouti para continuarem os seus esforços de paz para resolverem o diferendo entre si; a Eritreia foi especificamente solicitada a fornecer ao Djibouti informações sobre o destino dos soldados djibutianos que desapareceram há dez anos. A Eritreia, por sua vez, anunciou que pretende obter uma compensação pelas sanções que lhe foram infligidas, sanções impostas indevidamente segundo o seu governo.